# 7265 Edithmüller
(7265) Edithmuller, denumire internațională (7265) Edithmüller, este un asteroid din centura principală de asteroizi.

## Descriere
7265 Edithmüller este un asteroid din centura principală de asteroizi. A fost descoperit pe 30 septembrie 1973 la Observatorul Palomar de Cornelis Johannes van Houten, Ingrid van Houten-Groeneveld și Tom Gehrels. Asteroidul prezintă o orbită caracterizată de o semiaxă mare de 2,44 ua, o excentricitate de 0,08 și o înclinație de 5,9° în raport cu ecliptica.